# Bogra (zila)
Bogra (en bengalí: বগুড়া) es un zila o distrito de Bangladés que forma parte de la división de Rajshahi.
Comprende 12 upazilas en una superficie territorial de 2.902 km² : Adamdighi, Bogra, Dhunat, Dupchanchia, Gabtali, Kahaloo, Nandigram, Sariakandi, Sahajanpur, Sherpur, Shibganj, y Sonatala.
La capital es la ciudad de Bogra.

## Upazilas con población en marzo de 2011
- Adamdighi 195,186
- Bogra Sadar 555,014
- Dhunat 292,404
- Dupchanchia 176,678
- Gabtali 319,588
- Kahaloo 222,376
- Nandigram 180,802
- Sariakandi 270,719
- Shajahanpur 289,804
- Sherpur 332,825
- Shibganj 378,700
- Sonatala 186,778

## Demografía
Según el censo de 2011 contaba con una población total de 3 400 874 habitantes.